# Anatoli Ribakov
Anatoli Ribakov (rus: Анатолий Рыбаков)  (Derzhanivka, 1 de gener de 1911 (Julià) - Nova York, 23 de desembre de 1998), nom complet amb patronímic Anatoli Naúmovitx Ribakov, rus: Анато́лий Нау́мович Рыбако́в, fou un escriptor rus i soviètic, autor de l'anti-estalinista Els fills de l'Arbat («Дети Арбата»), la novel·la Sorra pesant, i molts llibres per a nens més populars, inclosos El punyal, L'ocell de bronze, Les aventures de Kroix, etc. Una de les seves últimes obres va ser el seu llibre de memòries La novel·la de memòries («Роман-Воспоминание») que parla sobre totes les diferents persones (des de Stalin i Ieltsin, a Okudjava i Tendriakov) que va conèixer durant la seva llarga vida. L'escriptora Maria Ribakova és la seva neta.

## Biografia
Ribakov va néixer al si d'una família jueva. El 1934 va ser detingut per l'NKVD i exiliat a Sibèria durant tres anys. Després del final del seu exili, va treballar com a empleat del transport. Durant la Segona Guerra Mundial, fou comandant de tanc.
El 1948, va escriure el seu popular llibre per a nens El punyal («Кортик»). El 1950, va publicar la novel·la Els conductors («Водители»), i el 1979, la novel·la Sorra pesant («Тяжёлый песок») sobre el destí d'una família jueva sota l'ocupació nazi.
Sorra pesant és una història èpica de quatre generacions d'una família jueva que viu a la Rússia comunista i la seva vida en un gueto durant l'ocupació nazi, que culmina amb la seva participació en l'aixecament del gueto. Tot i que la història de la revolta del gueto és fictícia, alguns detalls d'aquesta semblen estar basades en la revolta en el gueto de Varsòvia. Es creu que la novel·la es basa en nombrosos relats recollits per Ribakov de persones que van sobreviure a l'ocupació nazi d'Ucraïna. Aquesta història es va denominar la "primera novel·la de l'Holocaust rus" per un dels diaris occidentals de l'època. El llibre es va convertir en una sèrie de televisió en 2008.
La seva novel·la més popular Els fills de l'Arbat s'escriu i es distribueix a través de samizdat en la dècada de 1960, però no va ser publicada fins al 1987 malgrat haver estat anunciat oficialment per a la seva publicació el 1966 i 1978 (en ambdós casos la publicació va ser cancel·lada en l'últim moment pel govern soviètic). L'eventual publicació de la novel·la i les seves seqüeles - 1935 i altres anys («Тридцать пятый и другие годы», 1989), Por («Страх», 1990) and Pols i cendres («Прах и пепел», 1994) - va ser considerada una fita de la naixent glàsnost, així com la primera de la trilogia fou una de les primeres publicacions en la prèviament prohibida literatura anti-estalinista.
Ribakov fou guardonat amb diversos premis estatals de l'URSS i la RSFSR. Va ser guardonat amb el Premi Stalin el 1948 i 1951. Va rebre un doctorat honoraris causa de la Universitat de Tel-Aviv.
Gairebé tots els seus llibres han estat portats al cinema. Els llibres de Ribakov s'han publicat en 52 països, amb una distribució global de més de 20 milions de còpies.
Marina Goldóvskaia, una famosa documentalista d'origen rus, va forjar una profunda amistat amb Ribakov després de conèixer-lo al Consolat de França a Moscou. Goldóvskaia filmà Ribakov durant més d'una dècada, el 2006, set anys després de la seva mort, ella va estrenar la seva pel·lícula, un documental titulat Anatoli Ribakov: Epíleg («Анатолий Рыбаков: Послесловие»).